# Emoia slevini
Emoia slevini là một loài thằn lằn trong họ Scincidae. Loài này được Brown & Falanruw mô tả khoa học đầu tiên năm 1972.